# مینتو دوکوره
مینتو دوکوره (انگلیسی: Mintou Doucouré؛ زادهٔ ۱۹ ژوئیهٔ ۱۹۸۲) بازیکن فوتبال اهل مالی بود.
از باشگاه‌هایی که در آن بازی کرده است می‌توان به باشگاه فوتبال اتحاد الجزایر، باشگاه فرهنگی ورزشی دبی، و باشگاه ورزشی جولیبا اشاره کرد.
وی همچنین در تیم‌های ملی فوتبال مالی، و مالی، و مالی، بازی کرده است.